# Marijan Nikolić
Marijan Nikolić (Osijek, 31. listopada 1983.) je hrvatski nogometaš koji trenutno igra za NK BSK Bijelo Brdo.
Nikolić je igrao u mađarskim klubovima Lombard-Pápa TFC i Nyíregyháza Spartacus, a u Istru 1961 je prešao u ljetnom prijelaznom roku 2008. iz Kamen Ingrada, za kojeg je postigao devet golova u dvanaest utakmica.

## Vanjske poveznice
- HNL statistika